# Långträsket (sjö i Finland)
Långträsket är en sjö på ön Gullö i Raseborgs stad i Finland.   Den ligger i landskapet Nyland, i den södra delen av landet, 90 km väster om huvudstaden Helsingfors. Långträsket ligger 24 meter över havet. I omgivningarna runt Långträsket växer i huvudsak barrskog. Arean är 26,9 hektar och strandlinjen är 3,11 kilometer lång. Sjön  ingår i Finska vikens avrinningsområde. 